# Stazione di Mafra
La stazione di Mafra (in portoghese Estação de Mafra) è la stazione ferroviaria della città portoghese di Mafra; è posta sulla ferrovia dell'Ovest.